# Borki Jajowskie IV
Borki Jajowskie IV – dawny zaścianek. Tereny na których leżał znajdują się obecnie na Białorusi, w obwodzie witebskim, w rejonie brasławskim, w sielsowiecie Druja.

## Historia
W czasach zaborów w gminie Druja, w powiecie dzisieńskim, w guberni wileńskiej Imperium Rosyjskiego.
W latach 1921–1945 zaścianek leżał w Polsce, w województwie wileńskim, w powiecie dziśnieńskim, od 1926 w powiecie brasławskim, w gminie Druja.
Powszechny Spis Ludności z 1921 roku podał łączne dane dotyczące miejscowości Borki Jajowskie I, II i III. Zamieszkiwało tu 13 osób, 7 było wyznania rzymskokatolickiego a 6 prawosławnego. Jednocześnie wszyscy mieszkańcy zadeklarowali polską przynależność narodową. W 1931 w Borki Jajowskie IV w 1 domu zamieszkiwało 6 osób.
Wierni należeli do parafii rzymskokatolickiej i prawosławnej w Druji. Miejscowość podlegała pod Sąd Grodzki w Druji i Okręgowy w Wilnie; właściwy urząd pocztowy mieścił się w Druji.